# Малеева, Мануэла
Мануэ́ла Георгиева Мале́ева-Франье́р (болг. Мануела Георгиева Малеева, фр. Manuela Georgieva Maleeva-Fragniere; р. 14 февраля 1967, София) — болгарская и швейцарская теннисистка. Победительница Открытого чемпионата США 1994 года в смешанном парном разряде; бронзовый призёр Олимпийских игр 1988 года в одиночном разряде. Обладательница самого высокого места в мировом рейтинге в истории болгарского женского тенниса.

## Личные данные
Мануэла Малеева — дочь ведущей болгарской теннисистки 1960-х годов Юлии Берберян и Георгия Малеева, игрока национальной сборной Болгарии по баскетболу. Обе младшие сестры Мануэлы, Катерина и Магдалена, также выступали за Болгарию в международных теннисных турнирах.
В 1987 году Мануэла Малеева вышла замуж за бывшего теннисиста из Швейцарии Франсуа Франьера, ставшего её тренером, и в последние годы карьеры выступала под двойной фамилией и под флагом Швейцарии.
В 2017 году Малеева стала одним из учредителей движения «Да, Болгария», которое предположительно будет участвовать в парламентских выборах в Болгарии.

## Спортивная карьера

### Начало карьеры
Мануэла Малеева начала играть в теннис с шести лет, её первым тренером стала мать. В конце 1981 года Мануэла выиграла международный юниорский турнир Orange Bowl среди девочек в возрасте до 14 лет, а на следующий год — Открытый чемпионат Франции и чемпионат Европы среди девушек в возрасте до 18 лет. В том же году она начала выступления в профессиональных теннисных турнирах, дойдя до третьего круга Открытого чемпионата США и четвертьфинала в Брисбене, где победила двух сеяных соперниц и проиграла будущей победительнице Венди Тёрнбулл. На следующий год она дошла до третьего круга и на Открытом чемпионате Франции, и на Открытом чемпионате США.
В январе 1984 года в Хьюстоне Мануэла впервые вышла в финал профессионального турнира, обыграв по пути Зину Гаррисон и Тёрнбулл. В дальнейшем она развила свой успех, выиграв за год пять турниров, в том числе Открытый чемпионат Италии, в финале которого она победила Крис Эверт. На Открытом чемпионате Франции её остановила Эверт в четвёртом круге, а на Уимблдоне Мартина Навратилова в четвертьфинале. После этого она выиграла Открытый чемпионат США среди смешанных пар с Томом Галликсоном. По итогам сезона Мануэла вошла в десятку лучших теннисисток мира и была удостоена награды WTA в номинации «Новичок года».

### 1985—1990
В начале 1985 года, выйдя в финал турнира в Вашингтоне, девятнадцатилетняя Малеева поднялась до третьего места в рейтинге ведущих теннисисток мира, высшего в карьере. Ей не удалось закрепиться на этой позиции: хотя за год она пять раз играла в финалах, выиграть ей удалось только один турнир. Зато в этом сезоне пришли первые успехи в парах: сначала с Геленой Суковой она дошла до финала в Хьюстоне, а потом с сестрой Катериной выиграла чемпионат США на грунтовых кортах в Индианаполисе. Позже они с Катериной победили на турнире ITF в родной Софии, а в октябре вывели сборную Болгарии в полуфинал Кубка Федерации, где на их пути стала команда ЧССР.
В следующем году Мануэла Малеева трижды пробивалась в финал турниров в одиночном разряде, но ни разу не смогла победить. В турнирах Большого шлема её лучшим результатом стал выход в четвертьфинал Открытого чемпионата США, где она проиграла посеянной второй Крис Эверт. Также до четвертьфинала она дошла и на Открытом чемпионате Франции в парном разряде, снова с Катериной. Там их остановили выступавшие вместе Штеффи Граф и Габриэла Сабатини.
1987 год стал годом возвращения Мануэлы. Она семь раз выходила в финал турниров, пять раз в одиночном разряде и дважды в парах, и завоевала три титула. Она дошла до четвертьфинала Открытого чемпионата Франции (где проиграла Граф) и полуфинала Virginia Slims Championships, итогового турнира года в женском теннисе. Она также второй и последний раз в истории сборной Болгарии вывела команду в полуфинал Кубка Федерации. В 1988 году Мануэла выиграла два турнира и ещё дважды дошла до финала. На Олимпиаде в Сеуле она выступала и в парах (где они с Катериной вылетели в первом же круге), и в одиночном разряде, где, будучи посеяна седьмой, дошла до полуфинала, была разгромлена Сабатини и автоматически завоевала бронзовую медаль, так как матч за третье место не проводился. В Большом шлеме она снова дошла до четвертьфинала на Открытом чемпионате США, где проиграла Эверт.
В 1989 году Мануэла выиграла ещё два турнира и дважды, во Франции и в США, дошла до четвертьфинала на турнирах Большого шлема. До этого же этапа она дошла на этих турнирах и в 1990 году, причём на Открытом чемпионате США победила в четвёртом круге посеянную второй Навратилову — впервые за восемь встреч между ними. Она также дважды дошла до финала турниров, в том числе на турнире I категории в Чикаго.

### Завершение карьеры: 1991—1994
В 1991 году Мануэла выиграла три турнира в одиночном разряде и один в парах. Следующий год она начала с победы в престижном выставочном турнире, Кубке Хопмана, где с Якобом Хласеком составляла сборную Швейцарии, и продолжила выходом в четвертьфинал Открытого чемпионата Австралии, а в июле дошла до этого же этапа на Олимпиаде в Барселоне. В парном разряде на Олимпиаде её и Эмануэлу Зардо выбили из борьбы во втором круге будущие финалистки Аранча Санчес и Кончита Мартинес. В августе она дошла до полуфинала Открытого чемпионата США — её высшее достижение на турнирах Большого шлема в одиночном разряде. По пути в четвертьфинал она победила младшую сестру Магдалену. По итогам сезона она завоевала приз журнала «Теннис» в категории «Возвращение года».
1993 год стал для Малеевой-Франьер самым успешным в её карьере в женских парах. За год она четырежды побывала в финалах парных турниров и выиграла один из них, турнир II категории в Амелия-Айленд, где её партнёршей была Лейла Месхи. В итоге к августу она поднялась до одиннадцатого места в рейтинге парных игроков. Она выиграла также два турнира в одиночном разряде, включая турнир I категории в Цюрихе, где в финале победила Навратилову, и второй год подряд дошла до полуфинала Открытого чемпионата США, проиграв там Граф.
Мануэла успешно начала сезон 1994 года, выйдя сначала в четвертьфинал Открытого чемпионата Австралии, а потом выиграв турнир в Осаке, но в 27 лет объявила об уходе из профессионального тенниса. Несмотря на то, что свой последний турнир она провела в феврале, к маю она всё ещё входила в десятку сильнейших теннисисток мира согласно рейтингу WTA.
Сама Мануэла Малеева считает самыми яркими событиями в своей карьере Олимпийскую бронзовую медаль и первую победу над Мартиной Навратиловой. За всю карьеру ей так и не удалось победить Штеффи Граф, которой она проиграла 17 раз.

## Участие в финалах турниров за карьеру
| Легенда                 |
| ----------------------- |
| Большой шлем (1)        |
| Итоговый турнир WTA (0) |
| I категория (2)         |
| II категория (3)        |
| III категория (8)       |
| IV категория (6)        |
| V категория (5)         |
| VS (24)                 |

### Одиночный разряд

#### Победы (19)
| №   | Дата        | Турнир                                          | Покрытие | Соперница в финале  | Счёт в финале  |
| --- | ----------- | ----------------------------------------------- | -------- | ------------------- | -------------- |
| 1.  | 7 мая 1984  | Лугано, Швейцария                               | Грунт    | Ива Бударова        | 6–1, 6–1       |
| 2.  | 21 мая 1984 | Открытый чемпионат Италии, Перуджа              | Грунт    | Крис Эверт          | 6–3, 6–3       |
| 3.  | 6 авг 1984  | Чемпионат США на грунтовых кортах, Индианаполис | Грунт    | Лайза Бондер        | 6–4, 6–3       |
| 4.  | 12 ноя 1984 | Lion's Cup, Токио, Япония                       | Ковёр    | Гана Мандликова     | 6–1, 1–6, 6–4  |
| 5.  | 10 дек 1984 | Pan Pacific Open, Токио                         | Ковёр    | Клаудиа Коде-Кильш  | 6–0, 6–1       |
| 6.  | 9 дек 1985  | Pan Pacific Open, Токио (2)                     | Ковёр    | Бонни Гадасек       | 7–62, 3–6, 7–5 |
| 7.  | 30 мар 1987 | Уайлд-Дюнз, Ю. Каролина, США                    | Грунт    | Рафаэлла Реджи      | 5–7, 6–2, 6–3  |
| 8.  | 24 авг 1987 | Мауа, Нью-Джерси, США                           | Хард     | Сильвия Ханика      | 6–2, 6–2       |
| 9.  | 29 фев 1988 | Уичита, Канзас, США                             | Хард (i) | Сильвия Ханика      | 7–65, 7–5      |
| 10. | 12 сен 1988 | Финикс, США                                     | Хард     | Динки ван Ренсбург  | 6–3, 4–6, 6–2  |
| 11. | 12 мар 1989 | VS of Indian Wells, Калифорния, США             | Хард     | Дженни Бирн         | 6–4, 6–1       |
| 12. | 22 мая 1989 | Женева, Швейцария (2)                           | Грунт    | Кончита Мартинес    | 6–4, 6–0       |
| 13. | 11 фев 1991 | Austrian Indoor, Линц                           | Ковёр    | Петра Лангрова      | 6–4, 7–61      |
| 14. | 20 мая 1991 | Женева (3)                                      | Грунт    | Хелен Келеси        | 6–3, 3–6, 6–3  |
| 15. | 23 сен 1991 | Байонна, Франция                                | Ковёр    | Лейла Месхи         | 4–6, 6–3, 6–4  |
| 16. | 28 сен 1992 | Байонна (2)                                     | Ковёр    | Натали Тозья        | 6–74, 6–2, 6–3 |
| 17. | 22 фев 1993 | Austrian Indoor, Линц (2)                       | Ковёр    | Кончита Мартинес    | 6–2, 1–0 отказ |
| 18. | 4 окт 1993  | Barilla Indoors, Цюрих, Швейцария               | Ковёр    | Мартина Навратилова | 6–3, 7–61      |
| 19. | 7 фев 1994  | Asian Open, Осака, Япония                       | Ковёр    | Ива Майоли          | 6–1, 4–6, 7–5  |

#### Поражения (18)
| №   | Дата        | Турнир                                                | Покрытие | Соперница в финале  | Счёт в финале  |
| --- | ----------- | ----------------------------------------------------- | -------- | ------------------- | -------------- |
| 1.  | 30 янв 1984 | Хьюстон, США                                          | Ковёр    | Гана Мандликова     | 6–4, 6–2       |
| 2.  | 7 янв 1985  | Вашингтон, США                                        | Ковёр    | Мартина Навратилова | 6–3, 6–2       |
| 3.  | 20 мая 1985 | Лугано, Швейцария                                     | Грунт    | Бонни Гадасек       | 6–4, 6–2       |
| 4.  | 21 окт 1985 | Брайтон, Великобритания                               | Ковёр    | Крис Эверт          | 7–5, 6–3       |
| 5.  | 11 ноя 1985 | Lion's Cup, Токио, Япония                             | Ковёр    | Крис Эверт          | 7–5, 6–0       |
| 6.  | 19 мая 1986 | Лугано (2)                                            | Грунт    | Рафаэлла Реджи      | 5–7, 6–3, 7–66 |
| 7.  | 9 июн 1986  | Edgbaston Cup, Бирмингем, Великобритания              | Трава    | Пэм Шрайвер         | 6–2, 7–60      |
| 8.  | 8 сен 1986  | Pan Pacific Open, Токио                               | Ковёр    | Штеффи Граф         | 6–4, 6–2       |
| 9.  | 6 апр 1987  | Family Circle Cup, Хилтон-Хед-Айленд, Ю.Каролина, США | Грунт    | Штеффи Граф         | 6–4, 6–1       |
| 10. | 18 мая 1987 | Женева, Швейцария (2)                                 | Грунт    | Крис Эверт          | 6–3, 4–6, 6–2  |
| 11. | 14 сен 1987 | Pan Pacific Open, Токио (2)                           | Ковёр    | Габриэла Сабатини   | 6–4, 7–66      |
| 12. | 17 окт 1988 | European Indoors, Цюрих, Швейцария                    | Ковёр    | Пэм Шрайвер         | 6–3, 6–4       |
| 13. | 24 окт 1988 | Брайтон (2)                                           | Ковёр    | Штеффи Граф         | 6–2, 6–0       |
| 14. | 12 фев 1990 | Чикаго, США                                           | Ковёр    | Мартина Навратилова | 6–3, 6–2       |
| 15. | 26 мар 1990 | Чемпионат США на твёрдых кортах, Сан-Антонио          | Хард     | Моника Селеш        | 6–4, 6–3       |
| 16. | 6 авг 1990  | American Bank Classic, Сан-Диего, США                 | Хард     | Штеффи Граф         | 6–3, 6–2       |
| 17. | 22 апр 1991 | Барселона, Испания                                    | Грунт    | Кончита Мартинес    | 6–4, 6–1       |
| 18. | 6 июл 1992  | Открытый чемпионат Австрии, Кицбюэль                  | Грунт    | Кончита Мартинес    | 6–0, 3–6, 6–2  |

### Женский парный разряд (11)

#### Победы (4)
| №  | Дата        | Турнир                                                   | Покрытие | Партнёр          | Соперники в финале             | Счёт в финале |
| -- | ----------- | -------------------------------------------------------- | -------- | ---------------- | ------------------------------ | ------------- |
| 1. | 22 июл 1985 | Чемпионат США на грунтовых кортах, Индианаполис          | Грунт    | Катерина Малеева | Пенни Барг-Мейджер Пола Смит   | 3–6, 6–3, 6–4 |
| 2. | 6 июл 1987  | Кнокке-Хейст, Бельгия                                    | Грунт    | Беттина Бунге    | Марселла Мескер Кэтлин Хорват  | 4–6, 6–4, 6–4 |
| 3. | 11 фев 1991 | Austrian Indoor, Линц                                    | Ковёр    | Рафаэлла Реджи   | Радка Зрубакова Петра Лангрова | 6–4, 1–6, 6–3 |
| 4. | 5 апр 1993  | Bausch & Lomb Championships, Амелия-Айленд, Флорида, США | Грунт    | Лейла Месхи      | Инес Горрочатеги Аманда Кётцер | 3–6, 6–3, 6–4 |

#### Поражения (7)
| №  | Дата        | Турнир                                                     | Покрытие | Партнёр           | Соперники в финале                     | Счёт в финале  |
| -- | ----------- | ---------------------------------------------------------- | -------- | ----------------- | -------------------------------------- | -------------- |
| 1. | 29 апр 1985 | Хьюстон, США                                               | Грунт    | Гелена Сукова     | Элиза Бёрджин Мартина Навратилова      | 6–1, 3–6, 6–3  |
| 2. | 8 сен 1986  | Pan Pacific Open, Токио                                    | Ковёр    | Катерина Малеева  | Беттина Бунге Штеффи Граф              | 6–1, 6–74, 6–2 |
| 3. | 14 сен 1987 | Pan Pacific Open (2)                                       | Ковёр    | Катерина Малеева  | Робин Уайт Энн Уайт                    | 6–1, 6–2       |
| 4. | 20 мая 1991 | Женева, Швейцария                                          | Грунт    | Кэти Каверзасьо   | Николь Провис Элизабет Сэйерс-Смайли   | 6–1, 6–2       |
| 5. | 8 фев 1993  | Осака, Япония                                              | Ковёр(i) | Магдалена Малеева | Яна Новотна Лариса Савченко-Нейланд    | 6–1, 6–3       |
| 6. | 19 апр 1993 | Барселона, Испания                                         | Грунт    | Магдалена Малеева | Кончита Мартинес Аранча Санчес-Викарио | 4–6, 6–1, 6–0  |
| 7. | 26 июл 1993 | Чемпионат США на твёрдых кортах, Страттон-Маунтин, Вермонт | Хард     | Мерседес Пас      | Гелена Сукова Элизабет Сэйерс-Смайли   | 6–1, 6–2       |

### Смешанный парный разряд (1)

#### Победа (1)
| Дата        | Турнир                 | Покрытие | Партнёр       | Соперники в финале                      | Счёт в финале |
| ----------- | ---------------------- | -------- | ------------- | --------------------------------------- | ------------- |
| 27 авг 1984 | Открытый чемпионат США | Хард     | Том Галликсон | Элизабет Сэйерс-Смайли Джон Фицджеральд | 2–6, 7–5, 6–4 |

### Командные турниры (1)

#### Победа (1)
| Год  | Турнир        | Команда                                          | Соперник в финале                           | Счёт в финале |
| ---- | ------------- | ------------------------------------------------ | ------------------------------------------- | ------------- |
| 1992 | Кубок Хопмана | Швейцария · Мануэла Малеева-Франьер, Якоб Хласек | Чехословакия · Гелена Сукова, Карел Новачек | 2-1           |

## История участия в центральных турнирах в одиночном разряде
| Турнир                       | 1982 | 1983 | 1984 | 1985 | 1986 | 1987 | 1988 | 1989 | 1990 | 1991 | 1992 | 1993 | 1994 | Итог   | В / П за карьеру |
| ---------------------------- | ---- | ---- | ---- | ---- | ---- | ---- | ---- | ---- | ---- | ---- | ---- | ---- | ---- | ------ | ---------------- |
| Открытый чемпионат Австралии | 3К   | НУ   | НУ   | 1/4  | НУ   | 4К   | НУ   | НУ   | НУ   | 2К   | 1/4  | 4К   | 1/4  | 0 / 7  | 18—7             |
| Открытый чемпионат Франции   | 2К   | 3К   | 4К   | 1/4  | 3К   | 1/4  | 3К   | 1/4  | 1/4  | 2К   | 3К   | 3К   | НУ   | 0 / 12 | 30—12            |
| Уимблдонский турнир          | 2К   | 2К   | 1/4  | 4К   | 4К   | 2К   | 1К   | НУ   | 1К   | НУ   | 3К   | 2К   | НУ   | 0 / 10 | 16—10            |
| Открытый чемпионат США       | 3К   | 3К   | 1К   | 4К   | 1/4  | 4К   | 1/4  | 1/4  | 1/4  | 4К   | 1/2  | 1/2  | НУ   | 0 / 12 | 39—12            |
| Итоговый турнир WTA          | НУ   | НУ   | НУ   | 1К   | 1/4  | 1/2  | 1/4  | 1/4  | 1/4  | 1К   | 1К   | 1К   | НУ   | 0 / 9  | 6—9              |
| Олимпийские игры             | -    | -    | НУ   | -    | -    | -    | 1/2  | -    | -    | -    | 1/4  | -    | -    | 0 / 2  | 6—2              |
| Рейтинг в конце года         | 60   | 31   | 6    | 7    | 10   | 8    | 6    | 9    | 9    | 10   | 9    | 11   | -    |        |                  |

## Факты
Семье Малеевых принадлежит ряд достижений, связанных с одновременным выступлением её членов в теннисных соревнованиях:
- В 1987 году за сборную Болгарии в Кубке Федерации выступали не только Мануэла и Катерина Малеевы, но и их мать Юлия Берберян, которой к тому моменту было 43 года и которая играла в паре с Дорой Рангеловой[5]
- В 1989 году Болгарию представляли в Кубке Федерации все три сестры Малеевых[5]
- На Открытом чемпионате Франции 1990 года впервые в истории три сестры одновременно были представлены в основной сетке турнира Большого шлема[6]
- В 1992 году Малеевы стали первой в истории тройкой сестёр, каждой из которых удалось выиграть профессиональный теннисный турнир, а в 1993 году впервые в истории все три сестры были в числе посеянных на турнире Большого шлема[6]
- В общей сложности сёстры Малеевы победили девять бывших первых ракеток мира[5]